# Litchfield (Connecticut)
Litchfield – miasto w Stanach Zjednoczonych, w stanie Connecticut, siedziba administracyjna hrabstwa Litchfield.